# 포츠담 기후영향연구소
포츠담 기후영향연구소는 독일의 국책 연구소로, 환경 과학 분야에서 전세계적으로 손꼽히는 싱크탱크이다. 기후 변화, 지구 온난화 등 지구의 환경 변화에 대하여 연구한다. 라이프니츠 과학협회에 소속되어있다.

## 역사
1992년 한스 요아힘 셸른후버에 의해 설립되었다.

## 같이 보기
- 환경과학
- 지구보건
- 기후 변화에 관한 정부간 패널
- 스톡홀름 회복센터